# Bursuci, Bârzula
Bursuci de asemenea și Bursuchi (în ucraineană Борсуки, transliterat: Borsukî) este un sat în comuna Balta din raionul Bârzula, regiunea Odesa, Ucraina.

## Demografie
Componența lingvistică a comunei Bursuci
     Ucraineană (95,01%)
     Rusă (2,93%)
     Română (1,89%)
     Alte limbi (0,17%)
Conform recensământului din 2001, majoritatea populației comunei Bursuci era vorbitoare de ucraineană (95,01%), existând în minoritate și vorbitori de rusă (2,93%) și română (1,89%).